# Successo. Storie e voci dal Novecento
Successo. Storie e voci dal Novecento è un programma radiofonico italiano trasmesso da Rai Radio 1 a partire dal 13 gennaio 2025. Ideato e condotto da Umberto Broccoli, il programma si propone di valorizzare l’ampio archivio sonoro conservato nelle Teche Rai, offrendo agli ascoltatori uno spaccato del Novecento attraverso documenti storici, voci, eventi e curiosità.
Successo. Storie e voci dal Novecento si propone di rendere accessibile al grande pubblico il vasto patrimonio sonoro della Rai, contribuendo alla conoscenza e alla comprensione della storia italiana ed internazionale attraverso il mezzo radiofonico. La trasmissione è stata concepita come ideale prosecuzione di "Cento un secolo di radio", programma celebrativo del centenario della radio, trasmesso nel 2024. La trasmissione utilizza documenti spesso trasmessi una sola volta e raramente riproposti, contribuendo a recuperare e valorizzare materiali altrimenti poco conosciuti.

## Contenuti
Il programma esplora temi legati alla storia, all'informazione, alla cronaca, alla musica, alla politica e alla cultura del XX secolo, avvalendosi di materiali audio provenienti dagli archivi della Rai. Ogni puntata approfondisce un aspetto specifico del secolo scorso, intrecciando testimonianze di protagonisti e gente comune, documenti storici e riferimenti culturali, tra cui arte, letteratura e spettacolo.
Particolare attenzione è rivolta al Radiocorriere, storica pubblicazione della Rai, utilizzato come fonte per rievocare programmazioni e aneddoti legati alla radiofonia italiana.

## Struttura del programma
Il programma si articola in puntate tematiche, alternando l'analisi di grandi eventi storici e culturali con la narrazione di episodi meno noti). Tra i temi trattati figurano:
- Le trasmissioni realizzate per i soldati di leva[2];
- La storia delle inchieste giornalistiche trasmesse via radio[2];
- La musica italiana ed internazionale del Novecento[1];
- Le curiosità e le trasformazioni nei palinsesti radiofonici[2].